# PostmarketOS
postmarketOS (ポストマーケットオーエス、略称：pmOS) は、Alpine LinuxをベースとしたFOSSなモバイルオペレーティングシステムである。GNOME 3・i3・MATE・Plasma Mobile・Xfce 4などのX11・WaylandベースのUIに対応している。このプロジェクトではスマートフォンを10年間利用できるようにすることを目標としている。

## ギャラリー

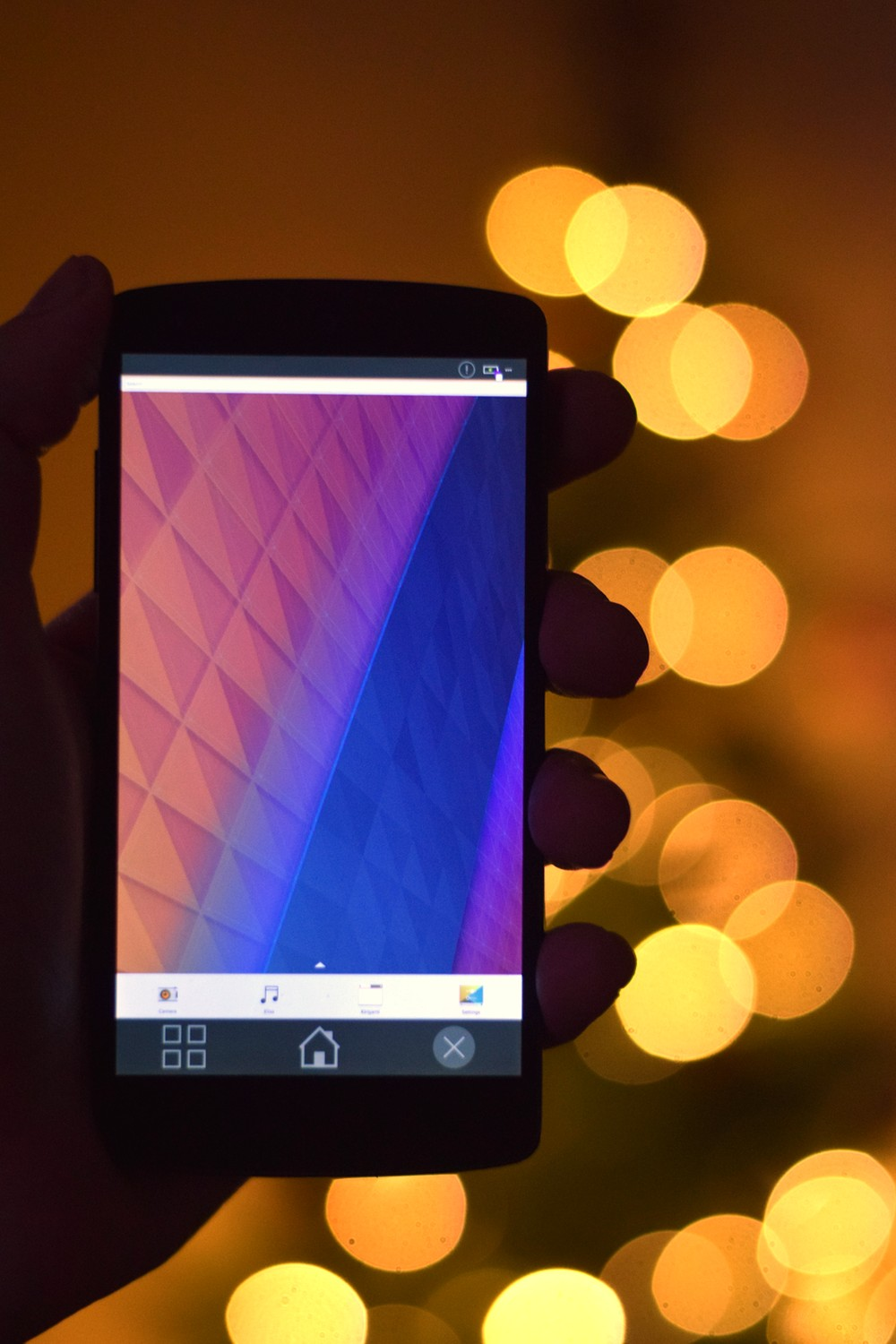
Plasma Mobile (Nexus 5)
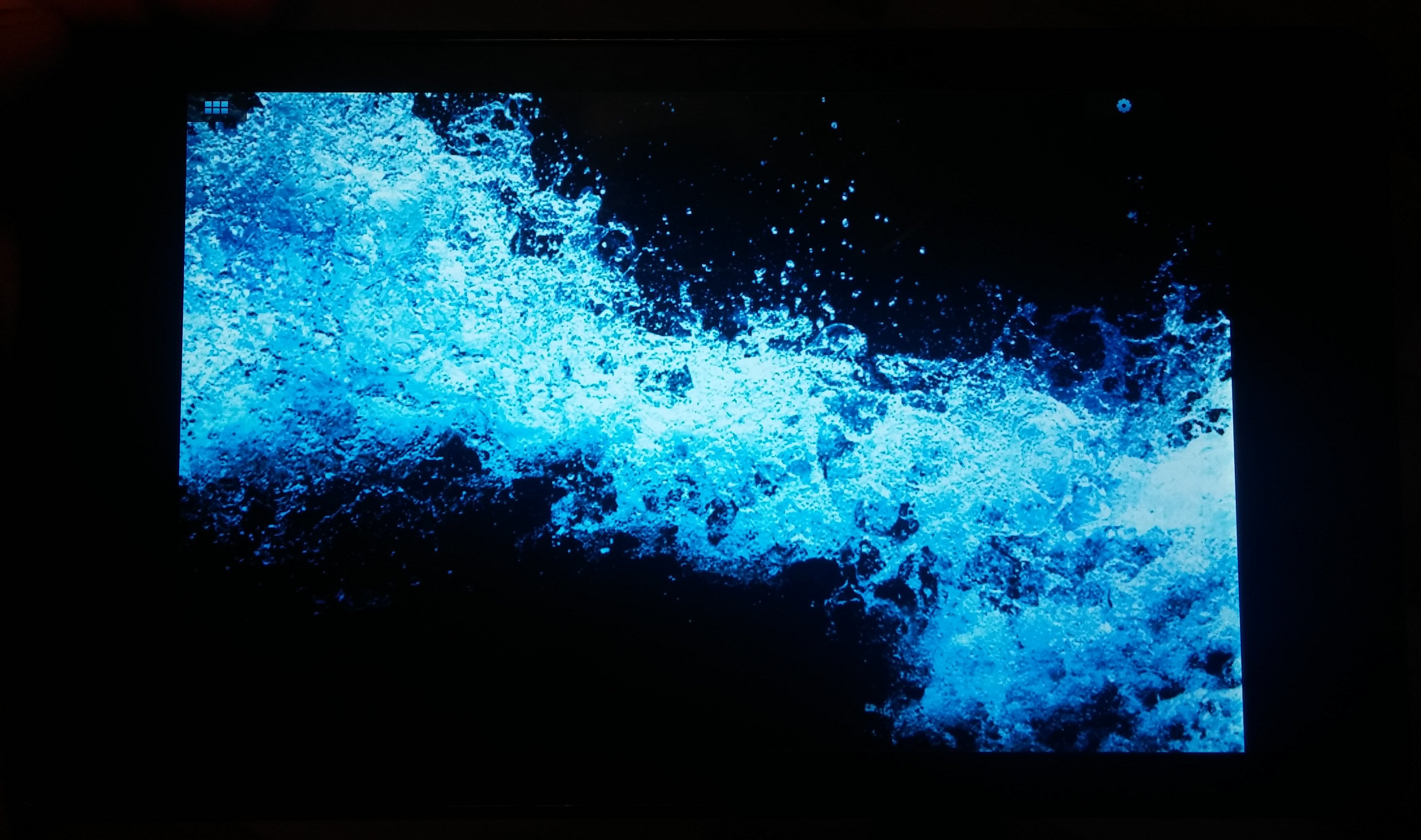
Hildon (Nexus 7)
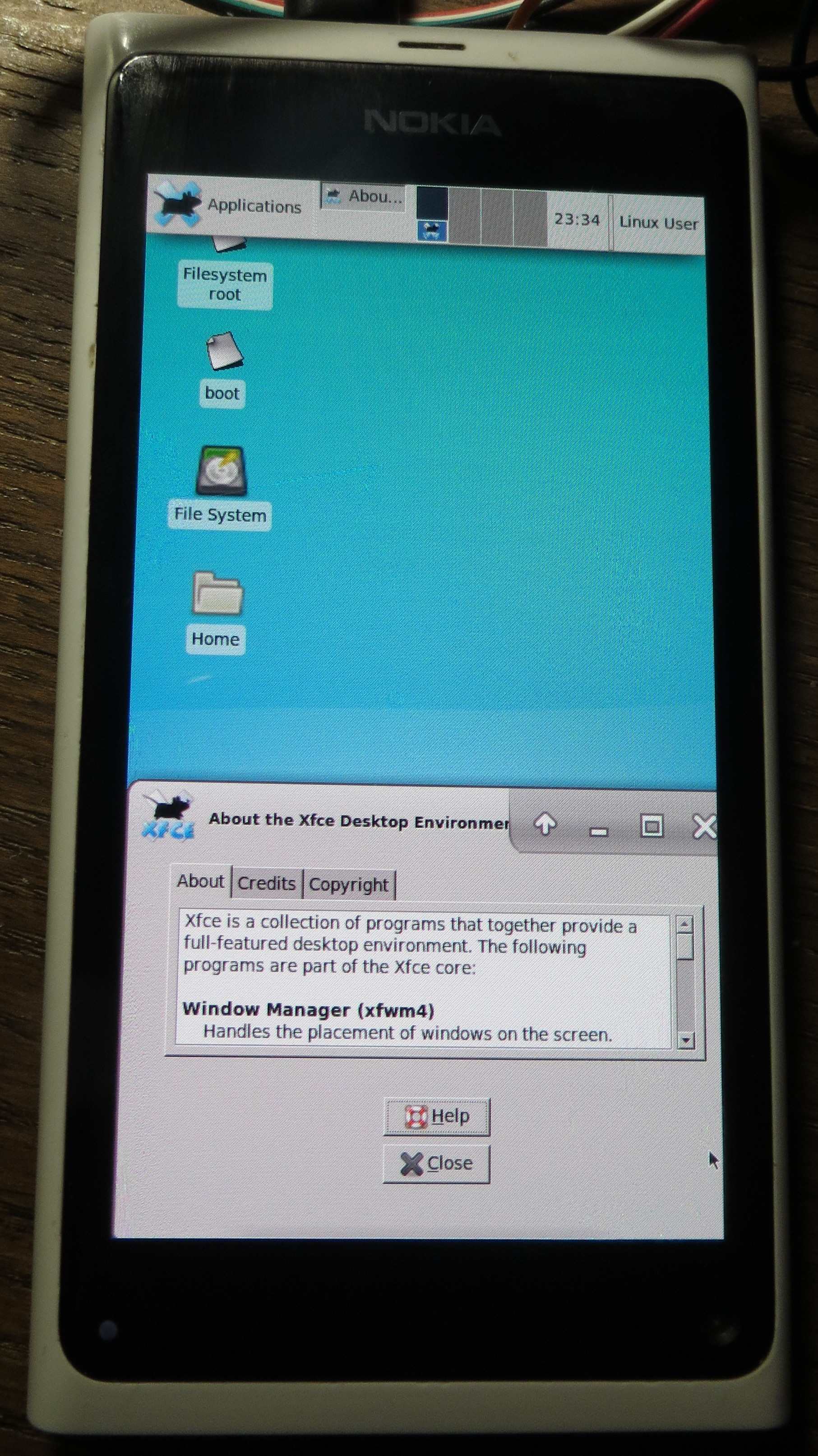
Xfce 4 (Nokia N9（英語版）)
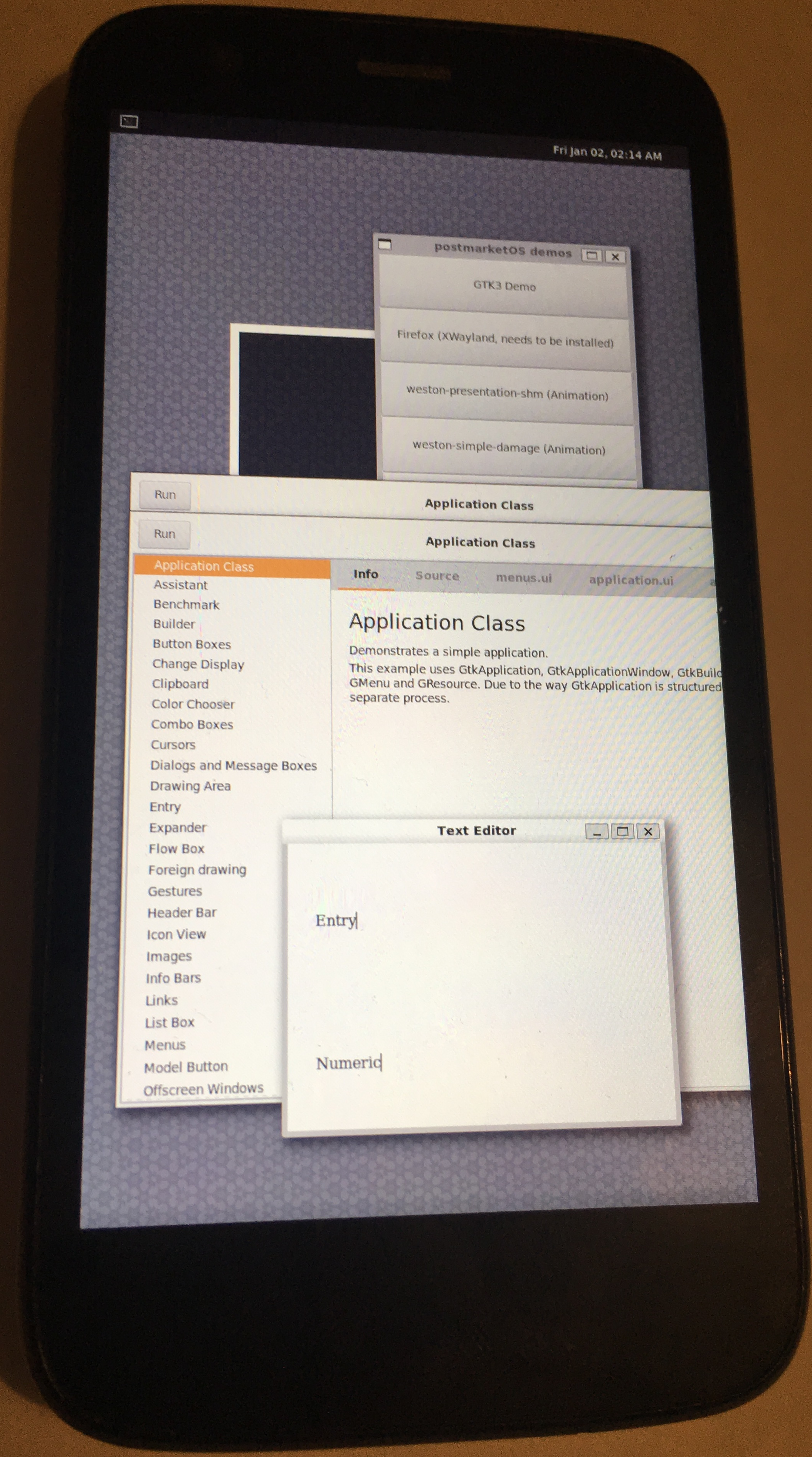
Weston (Motorola Moto G（英語版）)
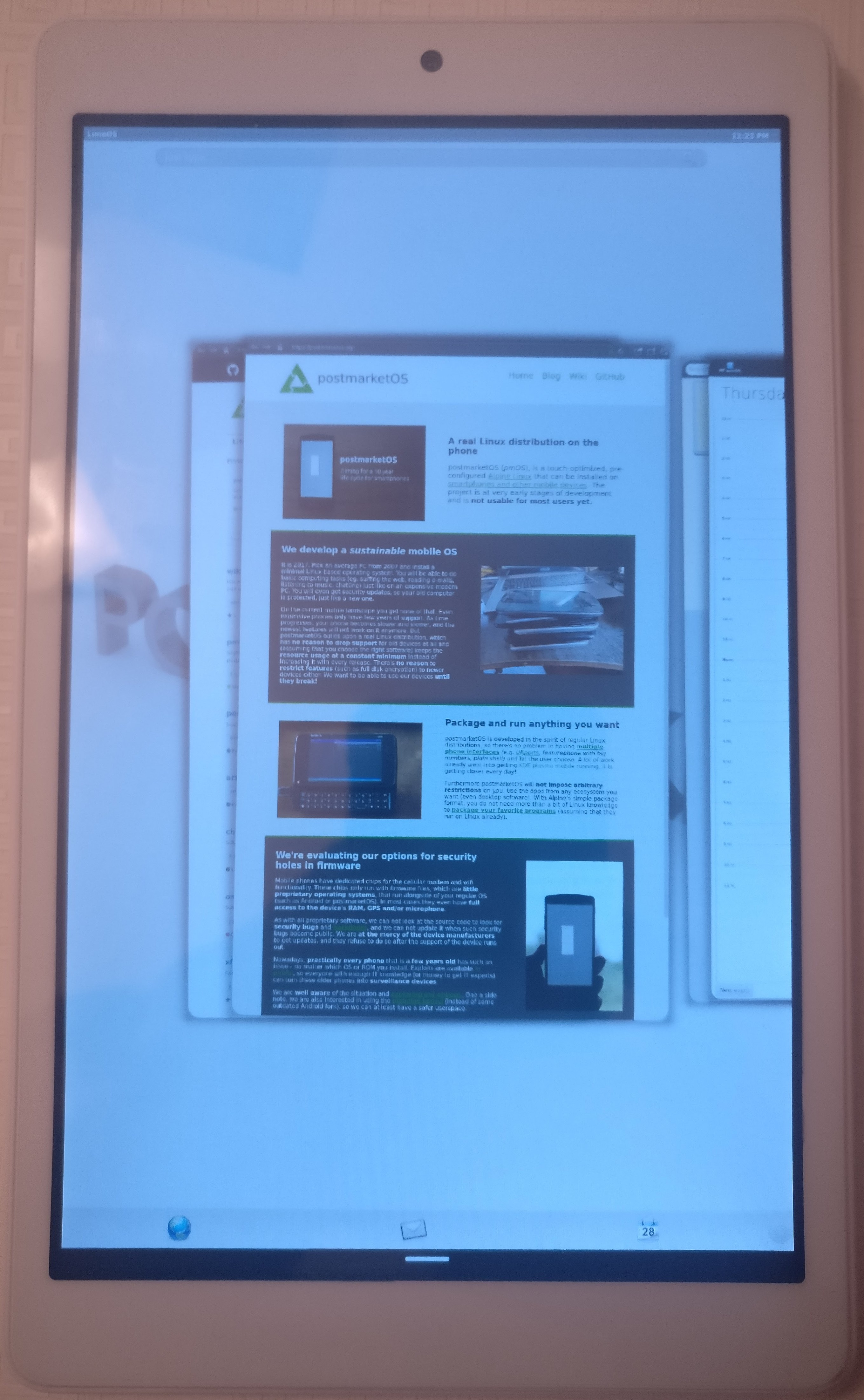
LuneOS UI (x86タブレット)